# Jonno Davies

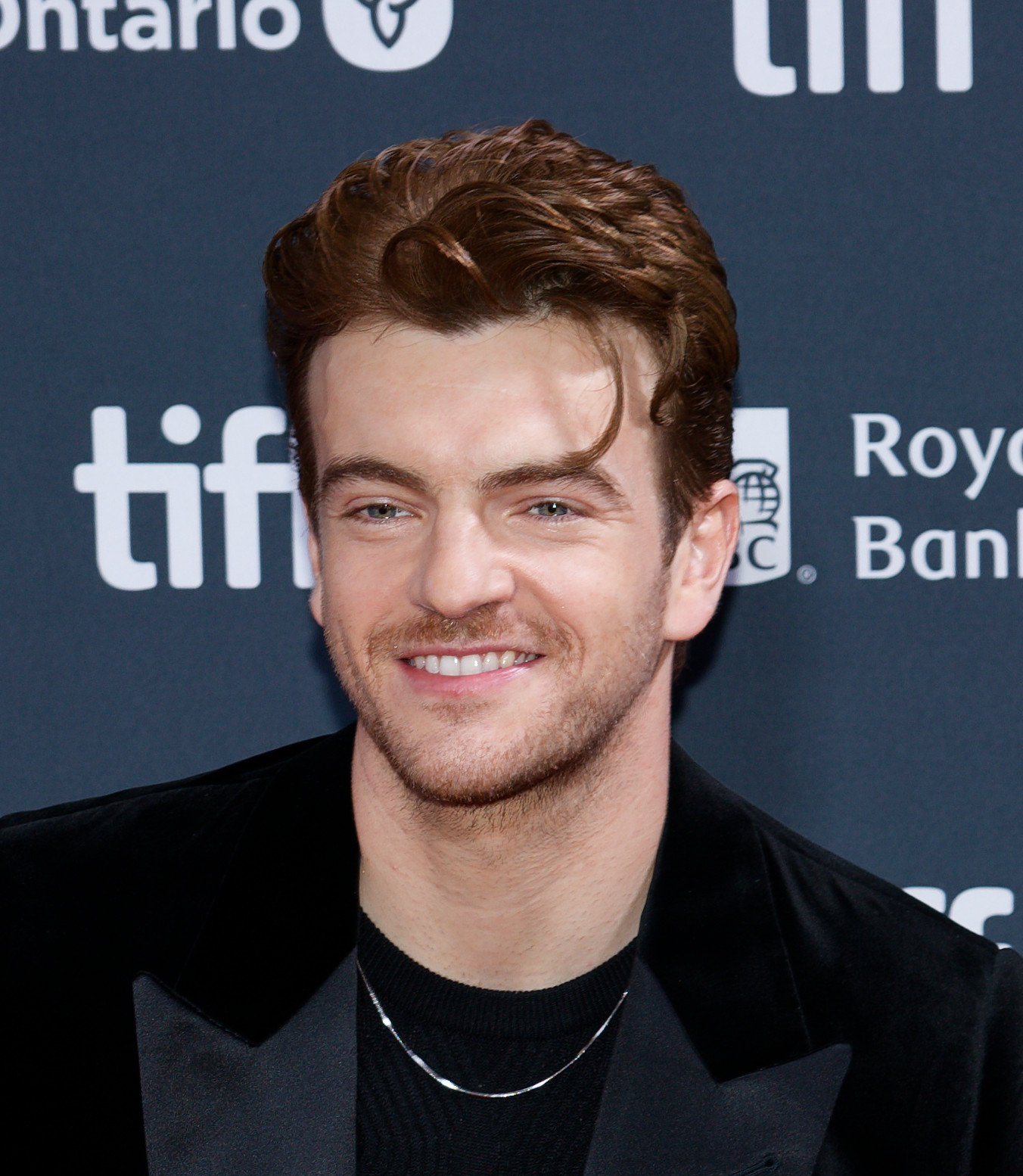
Jonno Davies, 2024

Jonathan „Jonno“ Davies (* 17. Juli 1992 in Chesterfield, Derbyshire, England) ist ein britischer Schauspieler und Synchronsprecher.

## Leben
Davies wurde am 17. Juli 1992 in Chesterfield geboren. Als er fünf Jahre alt war, zog die Familie nach Milton Keynes in der Grafschaft Buckinghamshire. Er lernte das Schauspiel an der Italia Conti Academy of Theatre Arts, das er 2013 erfolgreich abschloss. Seit dem 10. Juli 2021 ist er mit der Schauspielerin Rachel Bright verheiratet. Die beiden waren seit Juni 2014 in einer Beziehung.
Seine ersten Schritte als Film- und Fernsehschauspieler machte Davies von 2013 bis 2014 in zwei Episoden der Fernsehserie Casualty. 2014 folgte eine Episodenrolle in der Fernsehserie Doctors, eine Nebenrolle als Lee im Blockbuster Kingsman: The Secret Service sowie eine Rolle im Kurzfilm Samuell Benta's Perceptions. Ab demselben Jahr bis 2015 spielte er in vier Episoden der Fernsehserie Hollyoaks die Rolle des Connor. 2015 hatte er zusätzlich eine Episodenrolle in Spotless inne. 2016 übernahm er eine der Hauptrollen des Adrian im Low-Budget-Film Ben-Hur – Sklave Roms. 2018 stellte er im Spielfilm Milk and Honey: The Movie die Rolle des Andrew King dar. 2019 folgte eine Episodenrolle in Silent Witness. 2020 wurde er einem breiteren Publikum durch seine Rolle des Tobias in insgesamt acht Episoden der Fernsehserie Hunters bekannt. Im selben Jahr stellte er die Hauptrolle des Alex im Theaterstück A Clockwork Orange dar.

## Filmografie (Auswahl)
- 2013–2014: Casualty (Fernsehserie, 2 Episoden)
- 2014: Doctors (Fernsehserie, Episode 16x26)
- 2014: Kingsman: The Secret Service
- 2014: Samuell Benta's Perceptions (Kurzfilm)
- 2014–2015: Hollyoaks (Fernsehserie, 4 Episoden)
- 2015: Spotless (Fernsehserie, Episode 1x08)
- 2016: Ben-Hur – Sklave Roms (In the Name of Ben Hur)
- 2018: Milk and Honey: The Movie
- 2019: Silent Witness (Fernsehserie, Episode 22x04)
- 2020: Hunters (Fernsehserie, 8 Episoden)
- 2021: Holby City (Fernsehserie, Episode 23x13)
- 2022: Shakespeare & Hathaway – Private Investigators (Shakespeare & Hathaway, Fernsehserie, Episode 4x01)
- 2024: Better Man – Die Robbie Williams Story (Better Man)
- 2025: Sandman (The Sandman, Fernsehserie, Episode 2x12)

## Theater (Auswahl)
- 2020: A Clockwork Orange
- 2022: Better Man

## Synchronisationen (Auswahl)
- 2022: Horizon Forbidden West (Computerspiel)
- 2022: The DioField Chronicle (Computerspiel)